# Иммерт
Иммерт (нем. Immert) — община в Германии, в земле Рейнланд-Пфальц. 
Входит в состав района Бернкастель-Витлих. Подчиняется управлению Тальфанг ам Эрбескопф.  Население составляет 161 человек (на 31 декабря 2010 года). Занимает площадь 3,14 км².